# Baptisteri Arrià
El baptisteri Arrià o baptisteri dels Arrians (en italià: Battistero degli Ariani) és una de les més antigues de les vuit estructures de Ravenna inscrites per la UNESCO en la llista del Patrimoni de la Humanitat l'any 1996. Segons l'avaluació de l'ICOMOS d'aquest patrimoni:
| «               | La iconografia dels mosaics, la qualitat dels quals és excel·lent, és important perquè il·lustra la Santíssima Trinitat, un element una mica inesperat en l'art d'un edifici arrià, ja que la Trinitat no era acceptada per aquesta doctrina. | » |
| — ICOMOS (1996) | |   |

## Història
Va ser erigit pel rei ostrogot Teodoric el Gran entre finals del segle v i principis del segle vi. És, per tant, contemporani de la basílica de Sant Apol·linar el Nou de la mateixa ciutat.
Se l'anomena arrià per diferenciar-lo del Baptisteri Neonià (ortodox). Els dos edificis, fins i tot destinant-se a la mateixa funció, eren cada u propi d'una de les dues comunitats cristianes que coexistien aleshores a Ravenna. Es pretenia diferenciar els «ortodoxos», és a dir, els cristians de la «recta» doctrina, dels «heretges» que seguien l'arrianisme.
El 565, després de la condemna del culte arrià, aquesta petita estructura de maó octogonal va ser convertida en un oratori catòlic amb el nom de Santa Maria. Monjos grecs li van afegir un monestir durant el període de l'Exarcat de Ravenna i més tard van dedicar l'estructura a la basílica de Santa Maria in Cosmedin. Prop de l'any 1700, l'estructura va passar a mans privades, i el 1914 va ser adquirida pel govern italià. El bombardeig aliat sobre Ravenna en la Segona Guerra Mundial va ajudar a fer desallotjar altres estructures que l'havien envaïda per tots els costats, permetent als investigadors que veiessin els detalls del seu exterior per primera vegada. Com amb altres monuments de Ravenna, el terra original queda a uns 2,3 metres per sota de l'actual.

## Arquitectura

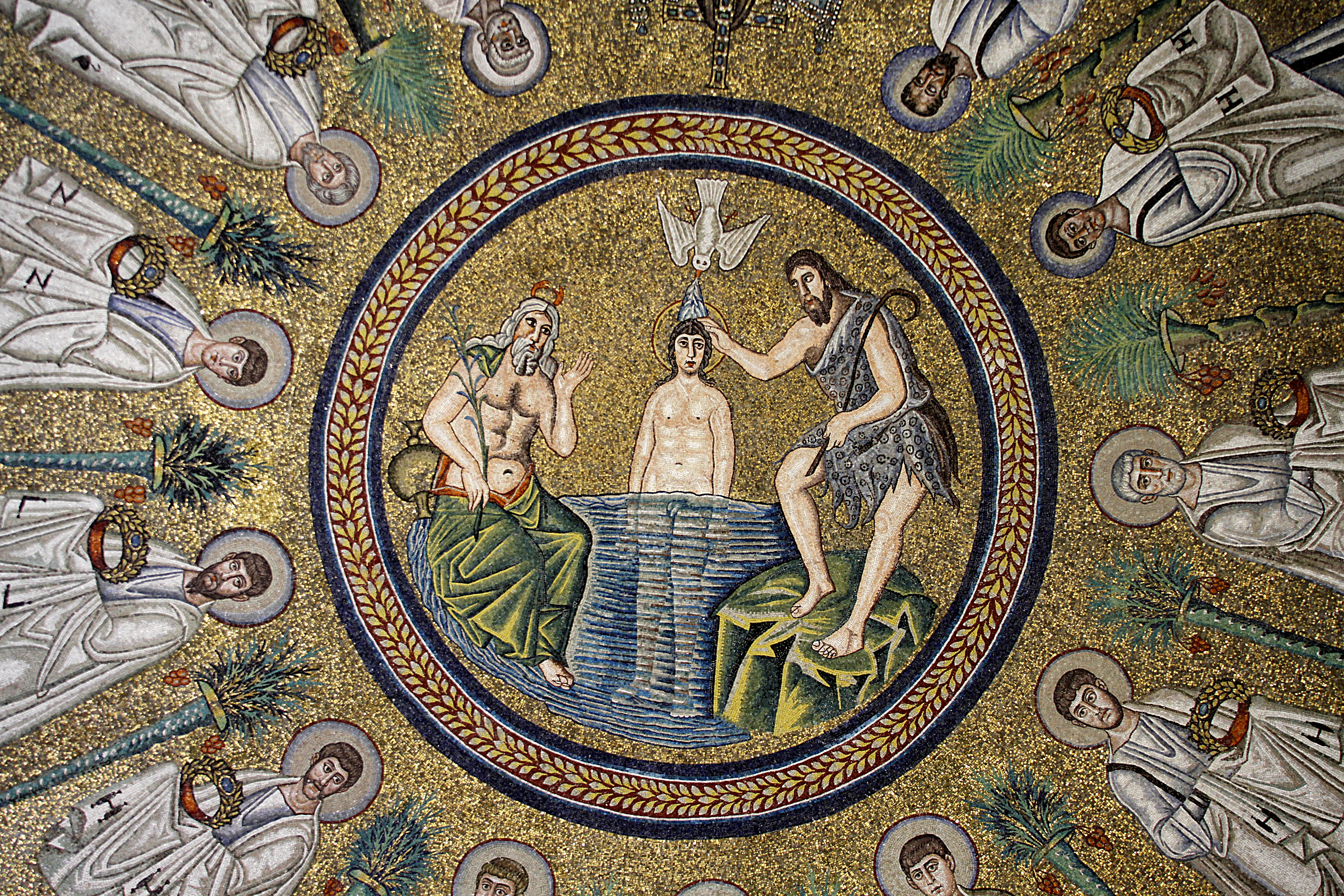
Mosaic al sostre del baptisteri

El baptisteri és de forma octogonal; dins, hi ha quatre buits i una cúpula amb mosaics, representant el baptisme de Jesús per sant Joan Baptista. Jesús apareix sense barba i nu, semisubmergit al Jordà. Joan el Baptista porta una pell de lleopard. A l'esquerra, resta en peu un déu pagà i vell amb una capa grega, sostenint una bossa de pell. És la personificació del riu Jordà. Per sobre, l'Esperit Sant en forma de colom vessa aigua lustral amb el seu bec.
Per sota, una processó dels dotze apòstols, guiats en diferents direccions per sant Pere i sant Pau, circumden la cúpula, trobant-se al costat d'un tron en què hi ha un crucifix enjoiat descansant sobre un coixí purpuri.

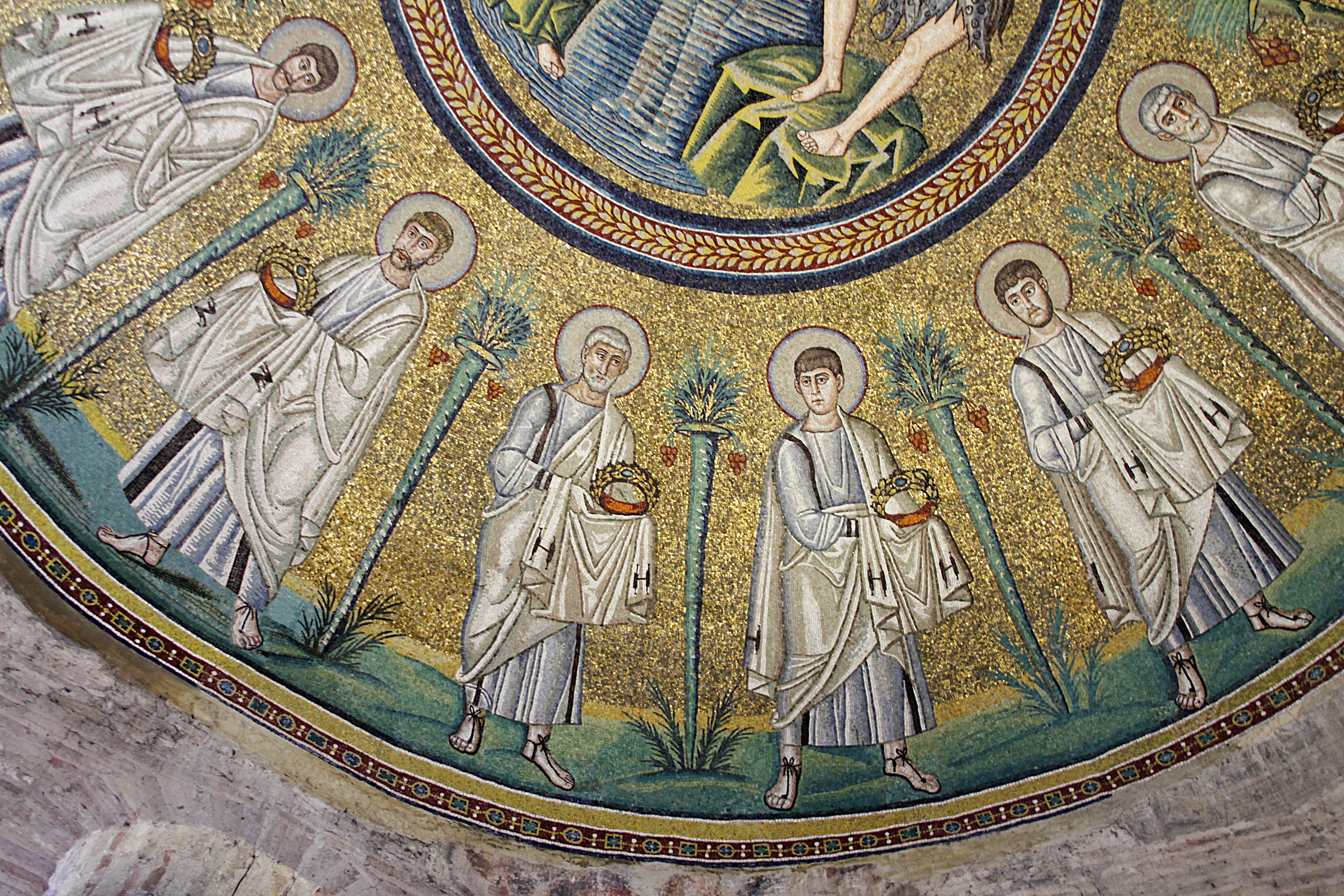
Detall de la processó dels apòstols

Els artistes van emprar alguns anys per fer aquests mosaics; pot veure's pels diferents colors de les pedres usades per a representar l'herba als peus dels apòstols.
Tota la composició és molt similar a la del baptisteri Neonià ortodox. Les parets estan nues, però no van ser així sempre. Durant unes recerques arqueològiques, es van descobrir uns 170 quilos de tessel·les a terra.
El baptisteri arrià està situat al costat de l'església de l'Esperit Sant, també construïda per Teodoric i en un principi anomenada Hàgia Anastasis (Santa Resurrecció). Aquesta era una catedral arriana, i va ser tornada a consagrar com la catedral catòlica de Sant Teodor —soldat i màrtir d'Amasea in Porto— el 526. Poc queda de l'església original després de la seva reconstrucció el 1543; alguns historiadors especulen que els mosaics originaris ja estaven destruïts mil anys abans durant la seva reconstrucció catòlica perquè representaven temes arrians.